# Событийная камера
Событийная камера — сенсор, реагирующий на изменение интенсивности света. Принцип работы событийной камеры основан на принципах работы человеческого глаза. В отличие от классических камер, событийная камера является асинхронным сенсором. То есть каждый пиксель камеры способен независимо от других пикселей генерировать сигнал в тот момент, когда изменение интенсивности светового потока, падающего на него, превысит определённое пороговое значение. Главной особенностью событийной камера является то, что она фиксирует только движущиеся объекты. Статический фон для неё остается невидимым.

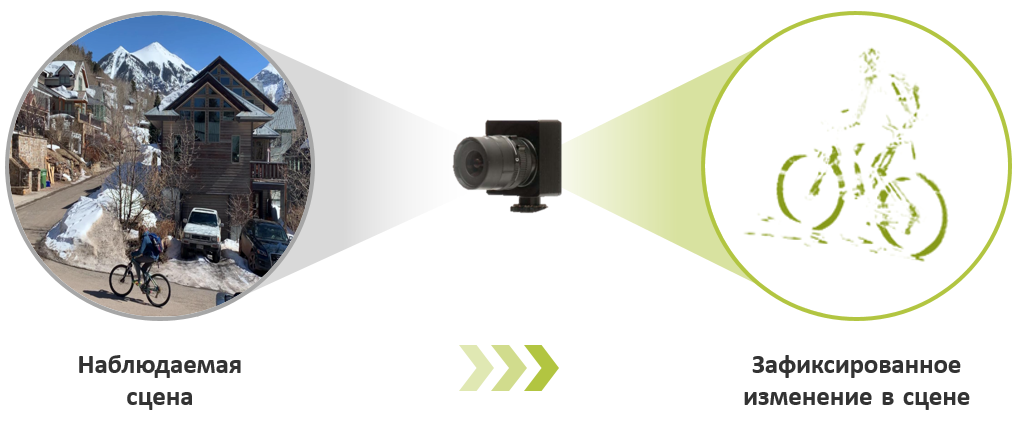
Детектирование движения событийной камерой

Основные отличия событийной камеры от классической цифровой камеры следующие:
1) У событийной камеры высокий динамический диапазон (>120), что позволяет использовать её в условиях очень высокой либо очень низкой освещенности.
2) Низкое энергопотребление. В режиме отсутствия событий камера потребляет около 0,001 Вт. В рабочем режиме событийная камера расходует энергию только на передачу информации с тех пикселей, на которых произошло изменение яркости и не тратит энергию на передачу другой информации, содержащейся в статическом фоне наблюдаемой сцены.
3) Высокая скорость. Задержка составляет около 0,0002 сек. Каждый пиксель камеры работает независимо от других и передача сигнала происходит сразу же в тот момент, когда было зафиксировано изменение интенсивности.
| Сфера деятельности | Пример применения |
| ------------------ | --- |
| Промышленность     | Детектирование и отслеживание быстродвижущихся объектов. Визуальная вибродиагностика оборудования. Измерение и построение 3D-поверхностей изделий и др. |
| Робототехника      | Системы автоматического позиционирования самоуправляемых аппаратов. Системы облета препятствий и др.                                                    |
| Безопасность       | Системы обнаружения движения в условиях плохой освещенности. Системы наблюдения за людьми с учётом требований к конфиденциальности и др.                |
| Медицина           | Системы искусственного зрения для слепых людей. |
| Наука              | Анализ движения потока частиц, жидкостей и др. |
| Игры               | Системы управления с помощью жестов. Распознавание позы человека. Отслеживание движения глаз и др.                                                      |